# Aperol

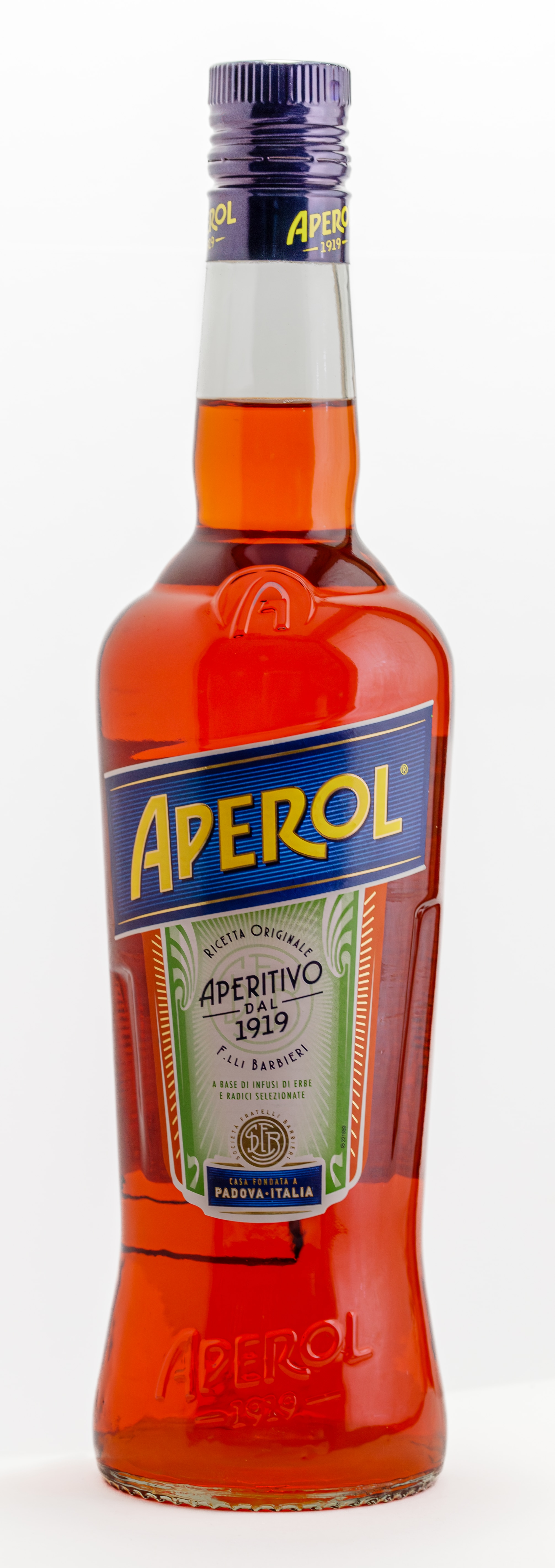
Aperol mit 11 Vol.-% Alkohol

Aperol ist eine Marke der Campari-Gruppe für einen italienischen Likör. Wegen seines fruchtig-bitteren Geschmacks wird er meist als Aperitif oder in Cocktails verwendet.

## Beschreibung
Er ist eine Zubereitung aus Rhabarber, Chinarinde, Gelbem Enzian, Bitterorange und aromatischen Kräutern mit orange-roter Färbung durch die künstlichen Lebensmittelfarbstoffe E 110 (Gelborange S) und E 124 (Cochenillerot A) sowie bittersüßem Aroma.
Aperol hat einen Alkoholgehalt von 11 Vol.-% In Deutschland wurde er Anfang 2006 auf 15 Vol.-% erhöht. Das Unternehmen begründete dies mit der deutschen Pfandverordnung, der zufolge Spirituosen erst ab 15 Vol.-% pfandfrei verkauft werden konnten. Seit 2021 wird Aperol in Deutschland wieder mit 11 Vol.-% angeboten.

## Geschichte
Das Rezept für Aperol entstand Anfang des 20. Jahrhunderts: Die Brüder Silvio und Luigi Barbieri entwickelten den Aperitif 1919 exklusiv für die internationale Messe von Padua. Der Name Aperol kommt aus dem Französischen und leitet sich ab von apéro, einem umgangssprachlichen Synonym für „Aperitif“.

## Mixvarianten

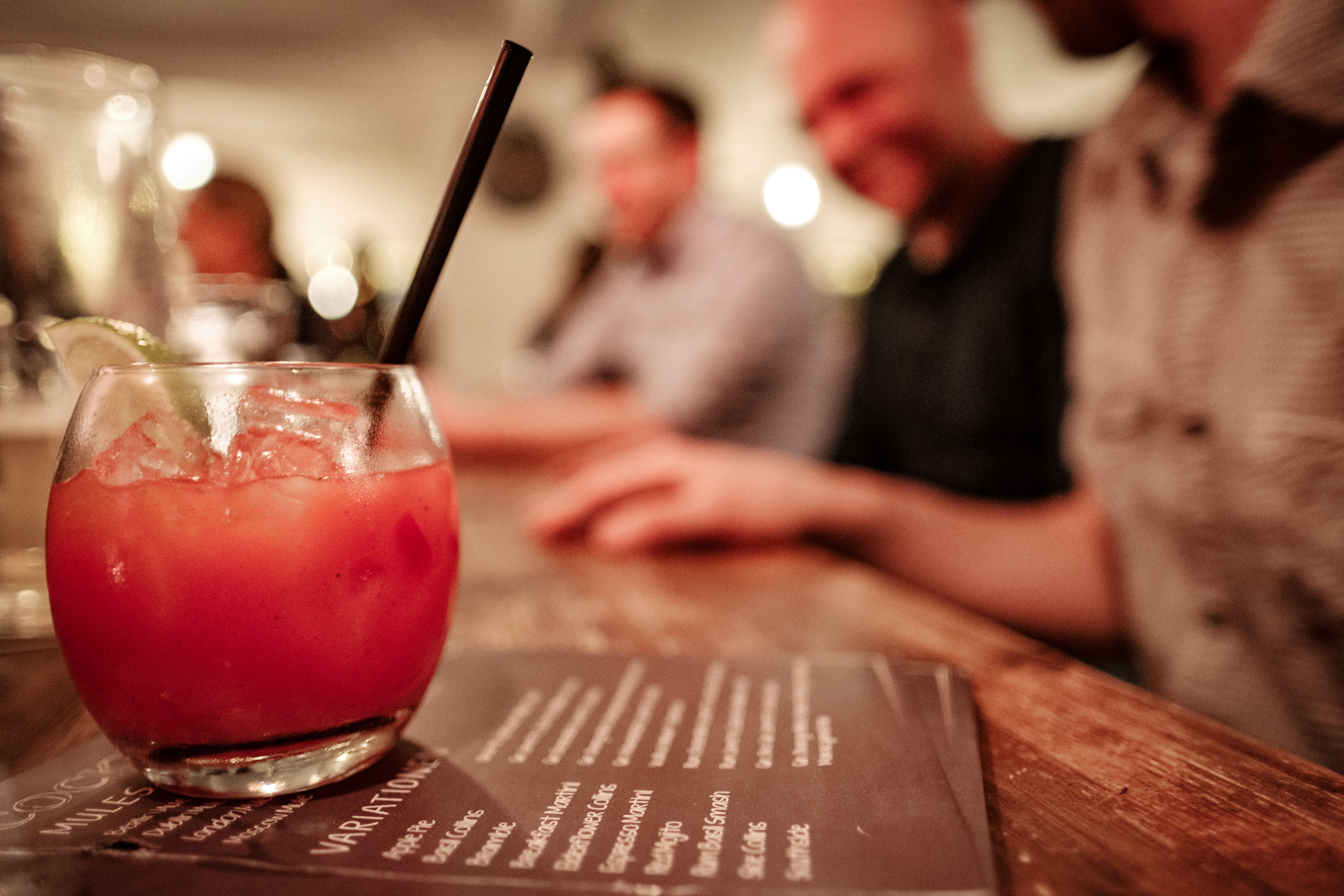
Aperol Sour

- Beliebt sind Kombinationen von Aperol mit Weißwein, Sekt oder ähnlichem. Die Mischung mit Prosecco und Mineralwasser wird als Aperol Spritz bezeichnet.
- Aperol kann auch pur auf Eis getrunken oder gemixt werden: mit Tonic Water zu Aperol Tonic oder mit Zitronensaft und Zuckersirup zu Aperol Sour. Mit einem Spritzer Wodka heißt die Variante Aperol Sour Royal. Die Variation des Caipirinha mit Aperol statt Cachaça bezeichnet man als Caipirol.